# Žimarice
Žimarice este o localitate din comuna Sodražica, Slovenia, cu o populație de 249 de locuitori.